# Palle Christiansen
Palle Christiansen (født 1973 i Tåstrup, Danmark) er grønlandsk tandlæge samt politiker for Demokraterne og medlem af Naalakkersuisut (Den grønlandske regering).
Hans mor er fra Sisimiut og hans far er fra Slagelse, og sammen med sine forældre boede han 1979-1990 i Sisimiut. I 2001 tog han tandlægeeksamen i København, og samme år flyttede han sammen med sin kone og børn til Grønland for at arbejde som tandlæge og politiker for det grønlandske parti Demokraterne.
Fra juni 2009 til marts 2011 har han beklædt posten som landstyremedlem (Finansminister) i den grønlandske regering naalakkersuisut. Ved en regeringsrokade i slutningen af marts 2011 overgik han til posten som landsstyremedlem for Uddannelse, Forskning og Nordiske Anliggender.
Blev genvalgt til Grønlands Landsting den 13. marts 2013. Men mistede posten i regeringen, idet hans parti kom i opposition efter dette valg.
I oktober 2013 nedlagde han sit mandat eftersom han skulle flytte til Danmark. Han meldte sig efterfølgende ind i Liberal Alliance. Han blev i landstinget afløst af Michael Rosing.